# حكومة هتلر

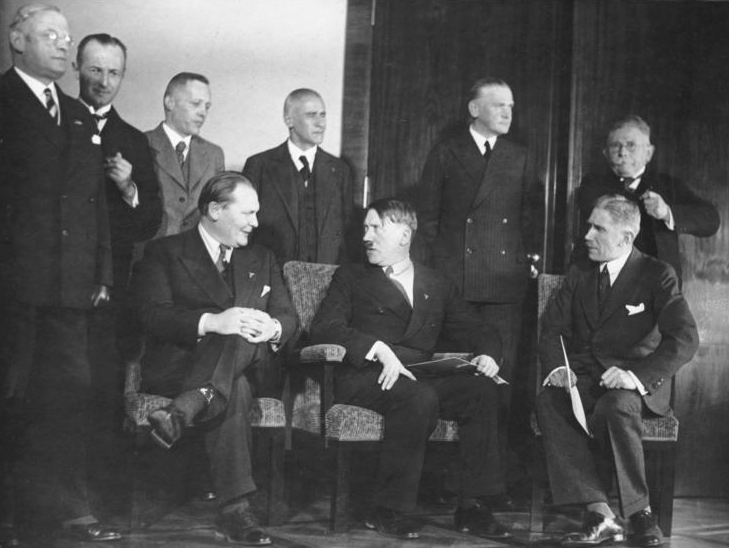
مجلس وزراء هتلر في يناير 1933.الجالسون من اليسار إلى اليمين:هيرمان غورينغ، أدولف هتلر، فرانز فون بابن.
الواقفون من اليسار إلى اليمين: فرانز سالدت، غانثر غيراك، فيلهلم فريك، لوتس فون كروسيغ، فيرنر فون بلومبرج، ألفريد هيغنبورغ.

مجلس وزراء هتلر (بالألمانية: Kabinett Hitler) هو الاسم الذي أطلق على الحكومة التي قادها الزعيم النازي أدولف هتلر منذ وصوله إلى منصب مستشار الرايخ بتاريخ 30 يناير عام 1933 حتى وفاته في 30 أبريل عام 1945 تحت حكم ألمانيا النازية.

بعد انتحار هتلر، كون جوزيف غوبلز حكومة دامت من 30 أفريل 1945 إلى 1 مايو 1945 و في ذلك اليوم، 1 مايو، انتحر جوزيف غوبلز و زوجته وأبنائه الستة. و بعد هذا مباشرة تكونت حكومة فلنسبورغ التي دامت من 1 مايو 1945 إلى 23 مايو 1945.

## وصول هتلر للمستشارية
تميزت الإنتخابات التشريعية الألمانية نوفمبر 1932 بالتصويت لصالح سقوط الحزب النازي مقارنة بالجولة الثانية من الانتخابات الرئاسية 10 أبريل 1932 أو في الإنتخابات التشريعية الألمانية يوليو 1932 حتى لو كانوا هم الكتلة البرلمانية الأهم في مبنى الرايخستاغ مع 196 مقعدا من أصل 584.

أول مفاوضات بين الطرفين المحافظين و النازيين باءت بالفشل، و رفض الزعيم النازي أدولف هتلر المشاركة في الحكومة دون أن يكون لها اتجاه واضح (هذا الرفض أثار توترات خطيرة داخل الحزب النازي و بصورة رئيسية مع غريغور ستراسر.

في 3 ديسمبر 1932 كورت فون شلايخر يتبع فرانز فون بابن في منصب مستشار الرايخ، و لكنه أتى بمشاريع في النهوض بالاقتصاد و لاقى على الفور معارضة من الرئيس باول فون هيندنبورغ، زعيم الحزب الوطني للشعب الألماني و كذلك من ألفريد هوغنبورج و مسؤولين عن النخب الشعبية و التقليدية. واقتناعا منهم بأن دخول النازيين للحكومة ستهمشهم بسرعة عرض هيندنبورغ و الوفد المرافق له وظيفة المستشار على أدولف هتلر الذي وصلها في 30 يناير 1933.

## تركيبة مجلس الوزراء في 30 يناير 1933
مجلس الوزراء الذي وضع في 30 يناير 1933 جمع بين قوتين و هما الحزب الوطني للشعب الألماني والحزب النازي.
| المنصب/الوزارة                          | الحائز على المنصب           | الإنتماء السياسي                           |
| --------------------------------------- | --------------------------- | ------------------------------------------ |
| مستشار الرايخ                           | أدولف هتلر                  | الحزب النازي                               |
| نائب المستشار                           | فرانز فون بابن              | عضو مستقل (كان في الحزب المسيحي 1921-1932) |
| وزارة داخلية الرايخ                     | فيلهلم فريك                 | الحزب النازي                               |
| وزارة عدل الرايخ                        | فرانز غارتنر                | الحزب الوطني للشعب الألماني                |
| وزارة خارجية الرايخ                     | كونستانتين فون نيورات       | الحزب النازي                               |
| وزارة اقتصاد الرايخ ووزارة زراعة الرايخ | ألفريد هوغنبورج             | الحزب الوطني للشعب الألماني                |
| وزارة مالية الرايخ                      | لوتس فون كروسيغ             | عضو مستقل (الحزب النازي منذ 1937)          |
| وزارة حرب الرايخ                        | فيرنر فون بلومبرج           | عضو مستقل                                  |
| وزارة تشغيل الرايخ                      | فرانز سالدت                 | الحزب النازي منذ 1937                      |
| وزارة نقل الرايخ ووزارة إتصال الرايخ    | بول فرايهر ڤون إلتز روباناش | عضو مستقل                                  |
| وزير بدون حقيبة                         | هيرمان غورينغ               | الحزب النازي                               |

## التسلسل الزمني و الوزارات المضافة
- مارس 1933:أصبح جوزيف غوبلز عضوا في مجلس الوزراء و يشغل وزارة تعليم الشعب و دعاية الرايخ.(أنشأت حديثا)
- أفريل 1933:فرانز سالدت ينضم إلى الحزب النازي و يشغل وزارة طيران الرايخ.(أنشأت حديثا)
- جوان/يونيو 1933:كورت سشميت يتبع ألفريد هوغنبورغ في وزارة اقتصاد الرايخ.و ريشارد والتر دارى أصبح يشغل وزارة زراعة الرايخ.(أنشأت حديثا)
- ديسمبر 1933:إرنست روم ورودلف هس أصبحوا وزراء بدون حقائب.
- ماي/مايو 1934:برنارد روست أصبح يشغل وزارة العلوم و التعليم للرايخ.(أنشأت حديثا)
- جوان/يونيو 1934:هانس كارل يصبح وزير بدون حقيبة، بعد ليلة السكاكين الطويلة أغتيل إرنست روم.(أنشأت حديثا)
- جويلية/يوليو 1934: هيرمان غورينغ أخذ حقيبة وزارة غابات الرايخ.(أنشأت حديثا)
- أوت/أغسطس 1934:نائب المستشار فرانز فون بابن خرج من مجلس الوزارء بدون تبديل أو وضع أحد أخر في مكانه، هيلمار شاخت يتبع كورت سشميت في وزارة اقتصاد الرايخ.
- ديسمبر 1934: هانس فرانك أصبح وزير بدون حقيبة.
- ماي/مايو 1935:تم تغيير اسم وزارة الدفاع إلى وزارة حرب الرايخ و قد تم الإبقاء على نفس الوزير.
- جويلية/يوليو 1935: هانس كارل أصبح يشغل وزارة شؤون دين الرايخ.(أنشأت حديثا)
- فيفري/فبراير 1937: ويلهالم أورنسورغ يتبع إلتز في منصب وزارة إتصال الرايخ وجوليو درومبولار في منصب وزارة نقل الرايخ.
- نوفمبر 1937: هيرمان غورينغ تبع هيلمار شاخت في منصب وزارة اقتصاد الرايخ و شاخت أصبح وزير بلا حقيبة.
- ديسمبر 1937: أوتو مايسنار أصبح يشغل منصب وزير دولة على رأس مستشارية الرايخ.
- جانفي/يناير 1938: والتر فونك تبع هيرمان غورينغ في منصب وزارة اقتصاد الرايخ.
- فيفري/فبراير 1938: متابعة مسألة بلومبرغ، يواخيم فون ريبنتروب يعوض كونستانتين فون نيورات في منصب وزارة خارجية الرايخ بحيث كونستانتين أصبح وزير بدون حقيبة.

فيرنر فون بلومبرج يعفى من وزارة حرب الرايخ التي ألغيت حيث أصبحوا يعتمدون على مهارات الزعيم أدولف هتلر.
- ماي/مايو 1939: أرتور سايس انكفارت يشغل منصب وزير بدون حقيبة.
- مارس 1940: فريتز تودت يشغل منصب وزارة سلاح و ذخيرة الرايخ.(أنشأت حديثا)
- جانفي/يناير 1941: فرانز شولجاربارج يتبع غارتنر في منصب وزارة عدل الرايخ.
- ماي/مايو 1941: بعد رحلة رودلف هس إلي بريطانيا تم تعليق مهمته.
- جويلية/يوليو 1941: ألفريد روسنبورغ أصبح يشغل وزارة الأراضي المحتلة من الرايخ.(أنشأت حديثا)
- ديسمبر 1941: هانس كارل وزير الشؤون الدينية توفي و لم يم تعويضه.
- فيفري/فبراير 1942: ألبرت شبير تبع فيرتز تودت في منصب وزارة سلاح و ذخيرة الرايخ.
- ماي/مايو 1942: هاربت باك تبع ريشارد والتر في منصب وزارة زراعة الرايخ.
- أوت/أغسطس 1942:أوتو جورج تيراك تبع فرانز شولجاربارج في منصب وزارة عدل الرايخ.
- أوت/أغسطس 1943: هاينريش هيملر يتبع فريك في منصب وزارة داخلية الرايخ.
- سبتمبر 1943: تم تغيير اسم وزارة ألبرت شبير و هي وزارة سلاح و ذخيرة الرايخ إلى وزارة التسلح و الإنتاج الحربي للرايخ.
- جويلية/يوليو 1944: هيلمار شاخت ترك منصبه.
- أفريل 1945: تم الاشتباه في خيانة هيرمان غورينغ و هنريش هملر لذلك تم استبدال غورينغ روبرت ريتى فون غرايم.

## وصلات خارجية
- . على يوتيوب فيديو لمجلة تبث تركيبة مجلس وزراء هتلر.